# Harm van de Veen
Harmen Engelbertus van de Veen (Apeldoorn, 8 mei 1945 - 21 januari 1991) was een Nederlands ecoloog.

## Biografie
Van de Veen studeerde biologie in Groningen van 1966 tot 1973. Zijn promotieonderzoek aan het edelhert leidde in 1979, eveneens te Groningen, tot het proefschrift Food selection and habitat use in the red deer (Cervus elaphus L.) met als promotor Rudi Drent. Vervolgens was Van de Veen lange tijd verbonden aan het Instituut voor Milieuvraagstukken van de VU. Daarna zette hij zijn adviesbureau Ecovision op.

## Veluwe, wolven en grazers
Van de Veen heeft zich vanaf omstreeks 1975 ingezet voor de introductie van grote grazers zoals de wisent en van predatoren als de wolf in Nederlandse natuurgebieden, met name de Veluwe.
Hij streefde naar complete ecosystemen waarin alle structuurelementen, zoals planten, dieren en schimmels aanwezig zijn. Daarbij had hij zich laten inspireren door zijn ervaringen met bossen in Canada.

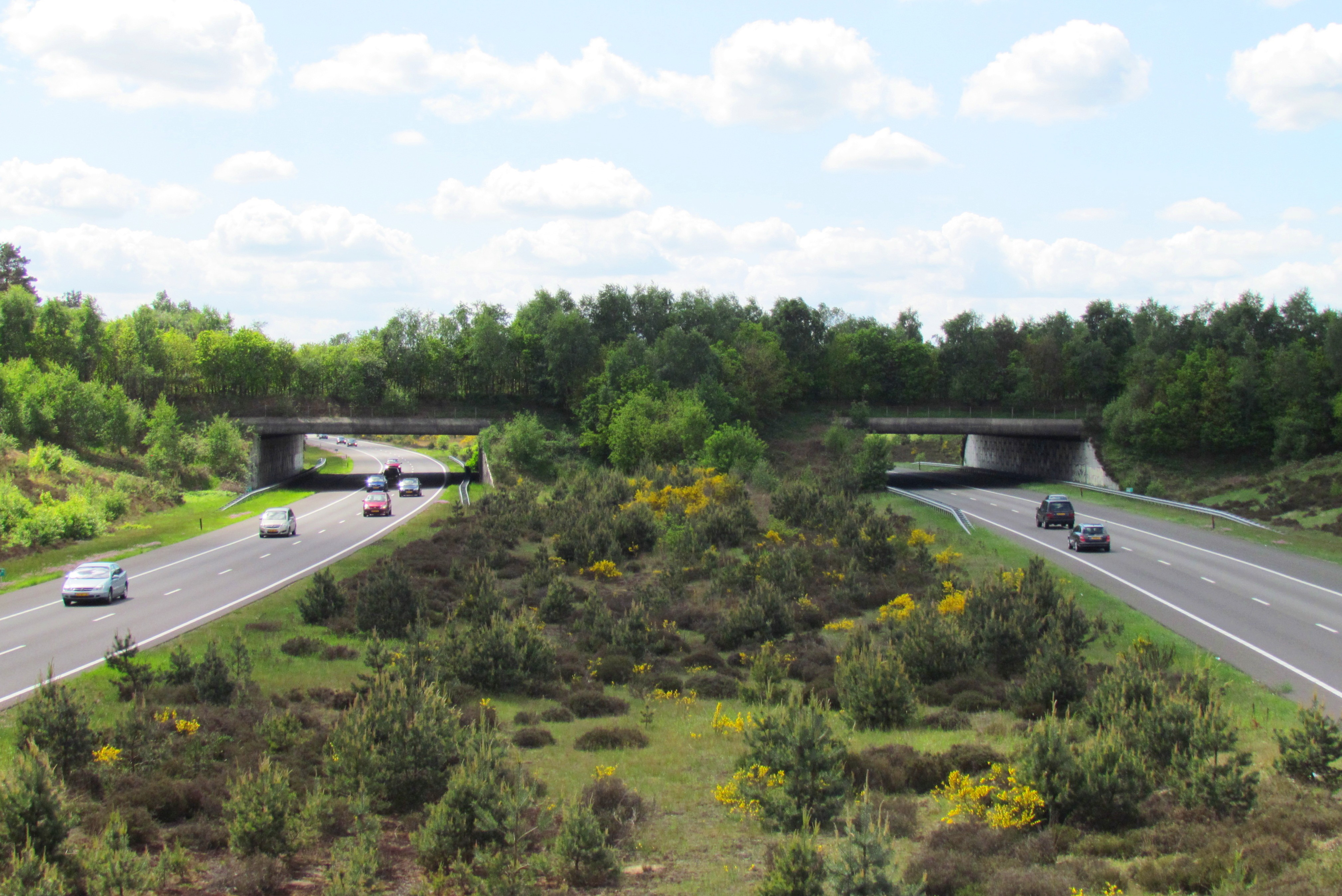
Ecoduct 'Harm van de Veen' (2013)

Op de Veluwe kreeg hij de gelegenheid te experimenteren met grote grazers. Zijn pleidooi voor de introductie van de wolf stuitte echter op grote weerstand.
Hij pleitte tevens voor ecologische verbindingszones om natuurgebieden te verbinden, met name op de Veluwe. Zo konden dieren zich over grote afstand verplaatsen en nam de kans op een levensvatbare populatie toe. Op de Veluwe zijn nadien verschillende ecoducten ontstaan, waarvan een (op de A1, nabij Kootwijk) naar Harm van de Veen is genoemd.

## Bosbeheer en natuurbeleid
Samen met anderen, onder wie Hans van der Lans, heeft hij zich met de Stichting Kritisch Bosbeheer ingezet voor een natuurlijker bosbeheer, dat wil zeggen een beheer gericht op een gevarieerde vegetatie, een extensieve exploitatie en een rijke fauna, zo veel mogelijk in overeenstemming met de oorspronkelijke toestand.
Met zijn opvattingen over een 'natuurlijke' manier van natuurbeheer was hij een van de vormgevers van de natuurontwikkelingsvisie waarin een grote nadruk ligt op ongestoorde ontwikkeling van natuur en de inzet van grote grazers. Deze visie werd later met name door Frans Vera verwoord en deels overgenomen in het Nederlandse natuurbeleid.
Harm van de Veen overleed begin 1991 op 45-jarige leeftijd.